# 日月行館國際觀光酒店
日月行館國際觀光酒店（英語：The Wen Wan Resort Sun Moon Lake），簡稱日月行館，為台灣國際觀光飯店之一，為桐核麥集團參與南投縣政府BOT案興建，日月行館開發事業股份有限公司經營，董事長湯文萬，日月潭原蔣公行館舊址重新改建，於2010年7月27日開幕，座落於南投縣魚池鄉水社村中興路139號，位於日月潭畔涵碧半島最高處。飯店共計客房92間，並提供中西式餐廳及宴會餐飲服務。
【原業主已退出經營，目前改由漢來飯店國際股份有限公司經營，請改搜尋＂漢來日月行館＂，由新團隊為旅客服務。】